# Мадонна в зелени
«Мадонна в зелени», «Мадонна на лугу» (итал. Madonna nel verde — Мадонна в зелени, итал. Madonna del Prato — Мадонна на лугу) — картина выдающегося художника итальянского Возрождения Рафаэля Санти. Относится к флорентийскому периоду творчества Рафаэля (1507—1508), является самой ранней из трёх картин этого периода и имеет много общего с двумя другими: «Прекрасная садовница» и «Мадонна со щеглом». Картина написана в 1506 году, хранится в Музее истории искусств в Вене.

## История картины
Рафаэль написал картину для своего друга и покровителя Таддео Таддеи, который, по словам историографа эпохи Возрождения Джорджо Вазари, всегда хотел видеть художника «постоянным гостем у себя дома и за своим столом». Филиппо Бальдинуччи сообщал, что картина, тогда ещё под названием итал. Nostra Donna — Наша Госпожа) находилась в Палаццо Таддеи во Флоренции, затем была продана в 1662 году эрцгерцогу Австрийскому Фердинанду-Карлу, который поместил её в своем замке Амбрас в Инсбруке. В 1773 году картина была передана в императорские коллекции Вены, во дворец Бельведер, отчего произошло ещё одно название картины — «Бельведерская Мадонна». После создания Музея истории искусств в 1891 году картина пополнила его экспозицию.

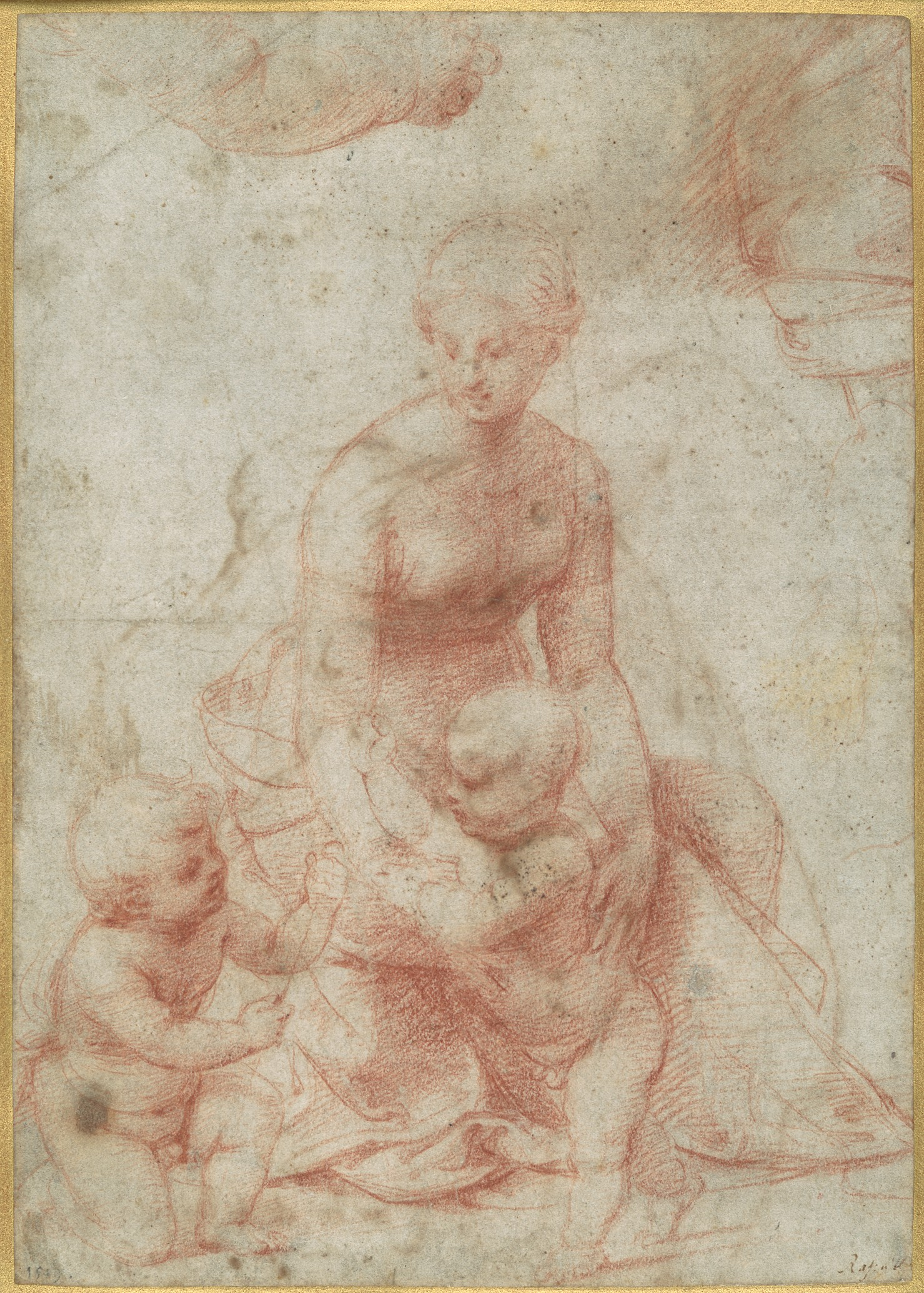
Мадонна с Младенцем. Подготовительный рисунок. 1506. Красный мел (сангина). Метрополитен-музей, Нью-Йорк

## Иконография и стиль
«Мадонна на лугу» представляет собой тип композиции, характерный для искусства итальянского Возрождения переходного периода от флорентийского кватроченто к римскому чинквеченто и поэтому отражает соединение традиционной христианской иконографии с новыми пантеистическими настроениями, включая влияния искусства Северного Возрождения в изображении пейзажа. Близкий тип создавал Джованни Беллини в Венеции: изображения Мадонн на фоне «уснувшего пейзажа» (определение А. Н. Бенуа). Такой тип композиции называют «Святая Аллегория» (итал.  Allegoria Sacra).
Рафаэль избрал тему и соответствующую ей композицию, разработанную Леонардо да Винчи в картине Мадонна в скалах. Она основана на апокрифическом рассказе о том, как во время Бегства в Египет впервые, ещё будучи младенцами, встретились Иисус и Иоанн Креститель. Рафаэль перенёс эту сцену в типичный умбрийский пейзаж, но на дальнем плане картины изображено конкретное место: «простор Тразименского озера в окрестностях Пассиньяно недалеко от Перуджи».
По правую сторону от Девы Марии показан младенец Иоанн с крестом. Его взгляд устремлён на Спасителя, расположенного в центре группы. Головы всех трёх фигур обрамлены едва приметными нимбами. Кажется, что дети играют, но сосредоточенность Девы Марии придаёт композиции серьёзный подтекст. Удивительная пластика линий, характерная для раннего творчества Рафаэля, делает ненавязчивой вписанность всех фигур в треугольник, о чём выразительно писал Генрих Вёльфлин в связи с картиной «Прекрасная садовница».
Простыми средствами Рафаэль, которому в это время было всего двадцать три года, «создал ощущение умиротворённости и волшебства, соединив идеализацию, обобщённость форм с натурализацией, конкретностью в изображении мельчайших деталей». Композиционный треугольник выдаёт влияние Леонардо да Винчи, но «особое созерцательное настроение, гармония линий и фигур не сравнимы ни с чем».